# Spurtle

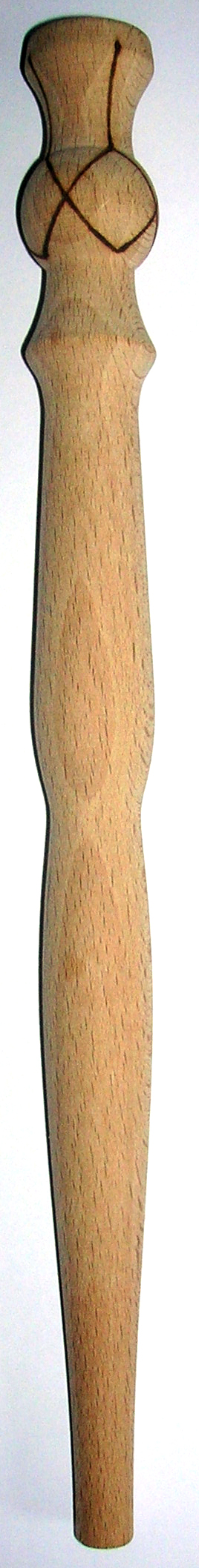
Un spurtle de 28 cm de long, dont la décoration évoque le chardon écossais.

Le spurtle ou spirtle est un ustensile de cuisine écossais dont l'origine remonte au XVe siècle. Il s'agit d'un cylindre de bois assez étroit, muni généralement d'une extrémité contournée permettant une meilleure préhension. Le nom est issu du latin spatula.
Il s'agissait à l'origine d'un ustensile plat en bois ressemblant à une spatule, utilisé afin de retourner les oatcakes durant leur cuisson. Cet usage particulier est aujourd'hui restreint à l'Angus et au Perthshire. Avec le temps, l'instrument a changé de forme et fut peu à peu uniquement utilisé afin de remuer les soupes et particulièrement le porridge afin d'éviter que ce dernier ne fige en grumeaux peu appétissants.
Le spurtle est un ustensile de cuisine commun en Écosse, bien qu'il soit plus rare dans l'Angus et le Fife, où le terme theevil est employé.
Il existe un concours mondial de porridge, surnommé The Golden Spurtle (litt. « le spurtle d'or »).